# 塞奇西盖特
塞奇西盖特，是匈牙利佐洛州所辖的一个村，总面积6.20平方公里，总人口226，人口密度36.5人/平方公里（2010年1月1日）。